# 贾谊故居
28°11′33″N 112°58′20″E / 28.192593°N 112.972302°E
贾谊故居位于中国湖南省长沙市解放西路与太平街口交汇处，至今已经有2100多年的历史。公元前177年到前174年，贾谊从京城被贬来此居住，任长沙王太傅。著作《吊屈原赋》和《鵩鸟赋》也在此写成。
长沙因为贾谊和屈原的影响而被称做“屈贾之乡”。两千多年以来，贾谊故居屡毁屡建，但一直以太傅井为中心，位置未曾改变。万历八年（1580年）增祀屈原，又称屈贾二先生祠。清代简称屈贾祠。最近的一次被毁的是建于明朝祠宅合一格局的故居，毁于1938年的“文夕大火”，仅存太傅殿。1996年11月重建贾谊故居，目前主要景点有门楼、太傅井、贾太傅祠、太傅殿、寻秋草堂、古碑亭、碑廊、《贾谊生平事迹陈列》等。
贾谊故居内的太傅井保存了两千多年，也是中国保存时间与使用时间最长的一口古井。1999年大修时曾经在太傅井中出土了许多金银玉器以及钱币等物。杜甫的诗现在列于井两侧的亭柱上：“不见定王城旧处，长怀贾傅井依然。”太傅井也因此又称为“长怀井”。 目前贾谊故居是湖南省文物保护单位。

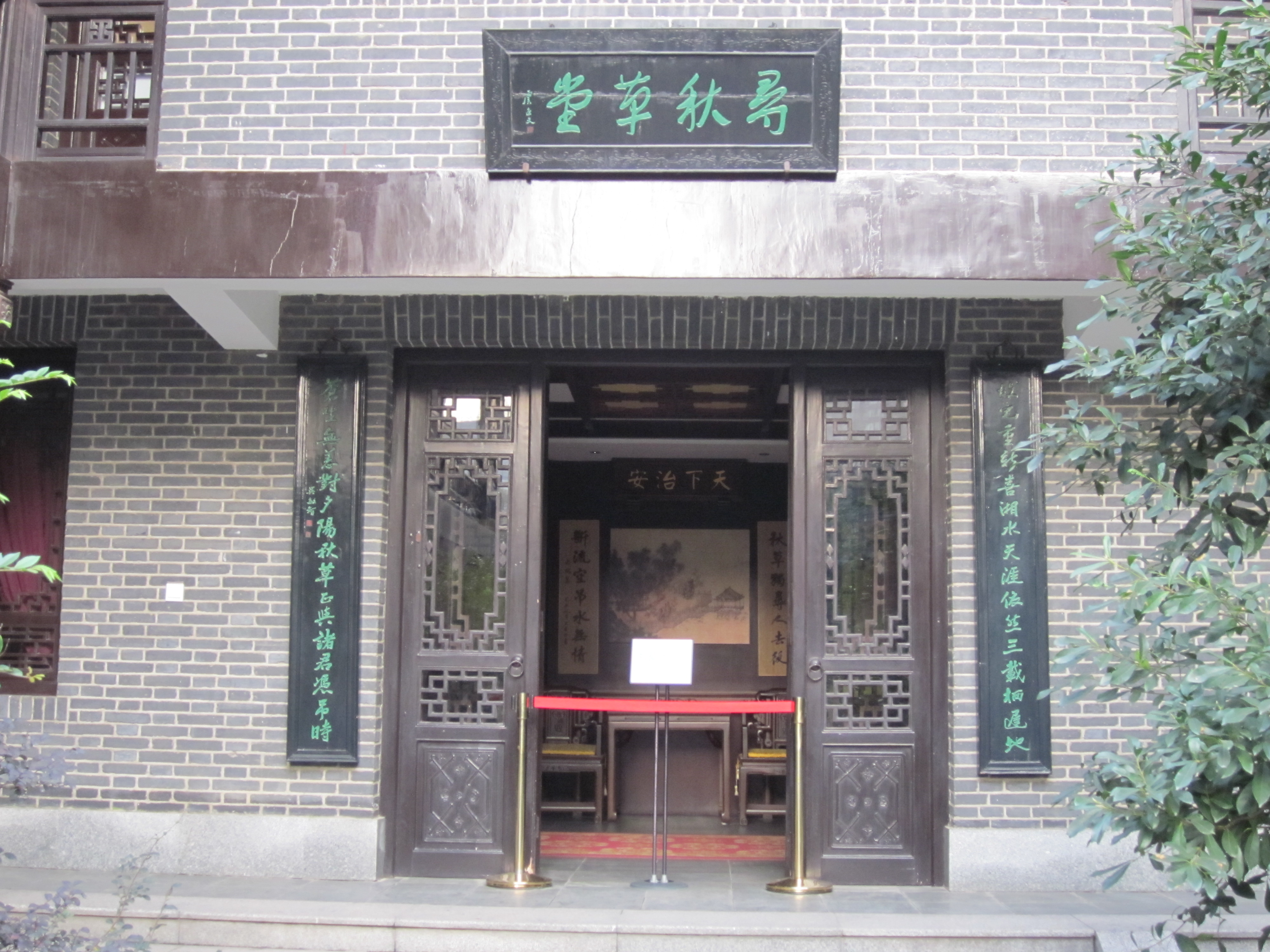
寻秋草堂
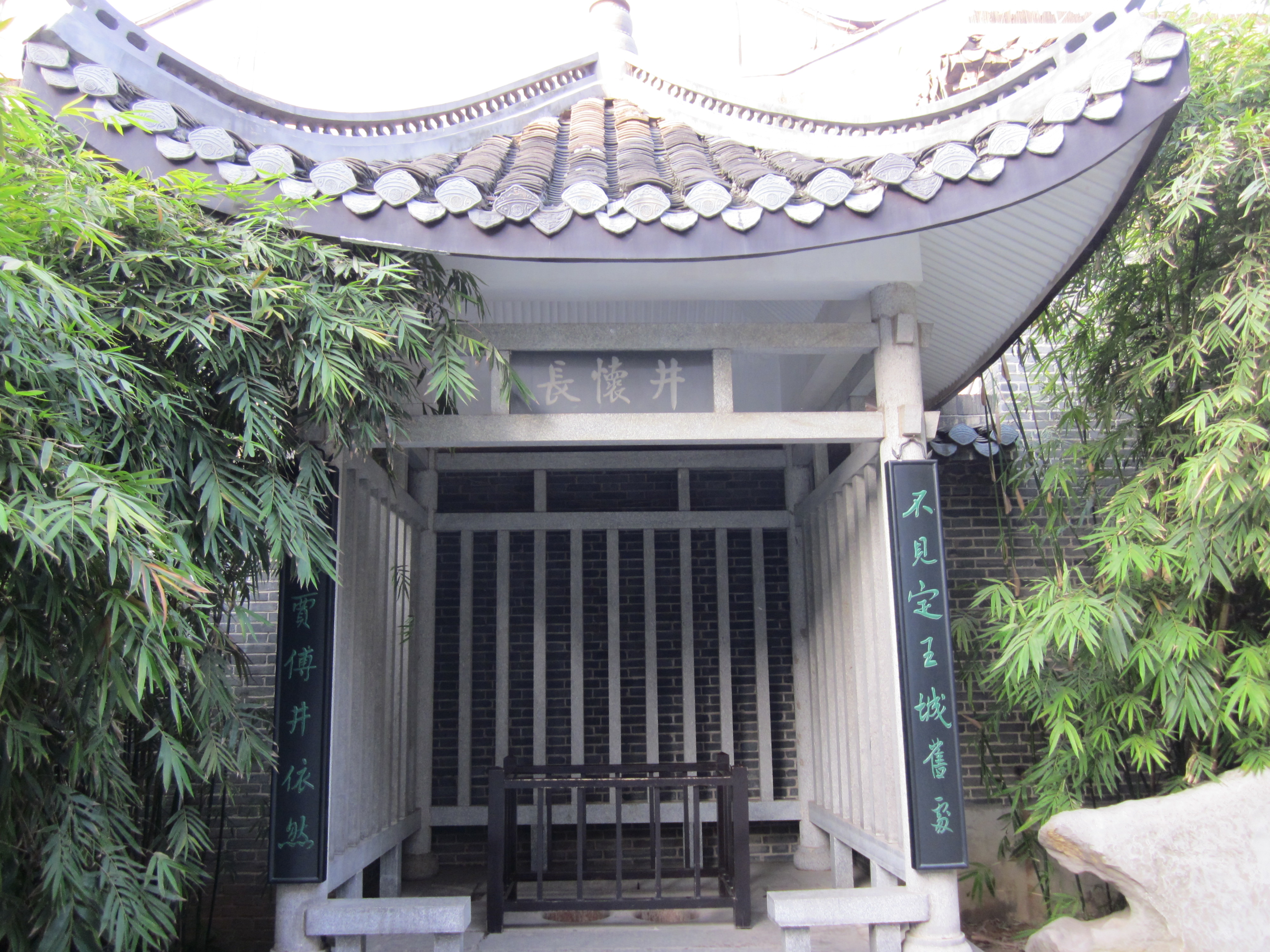
长怀井
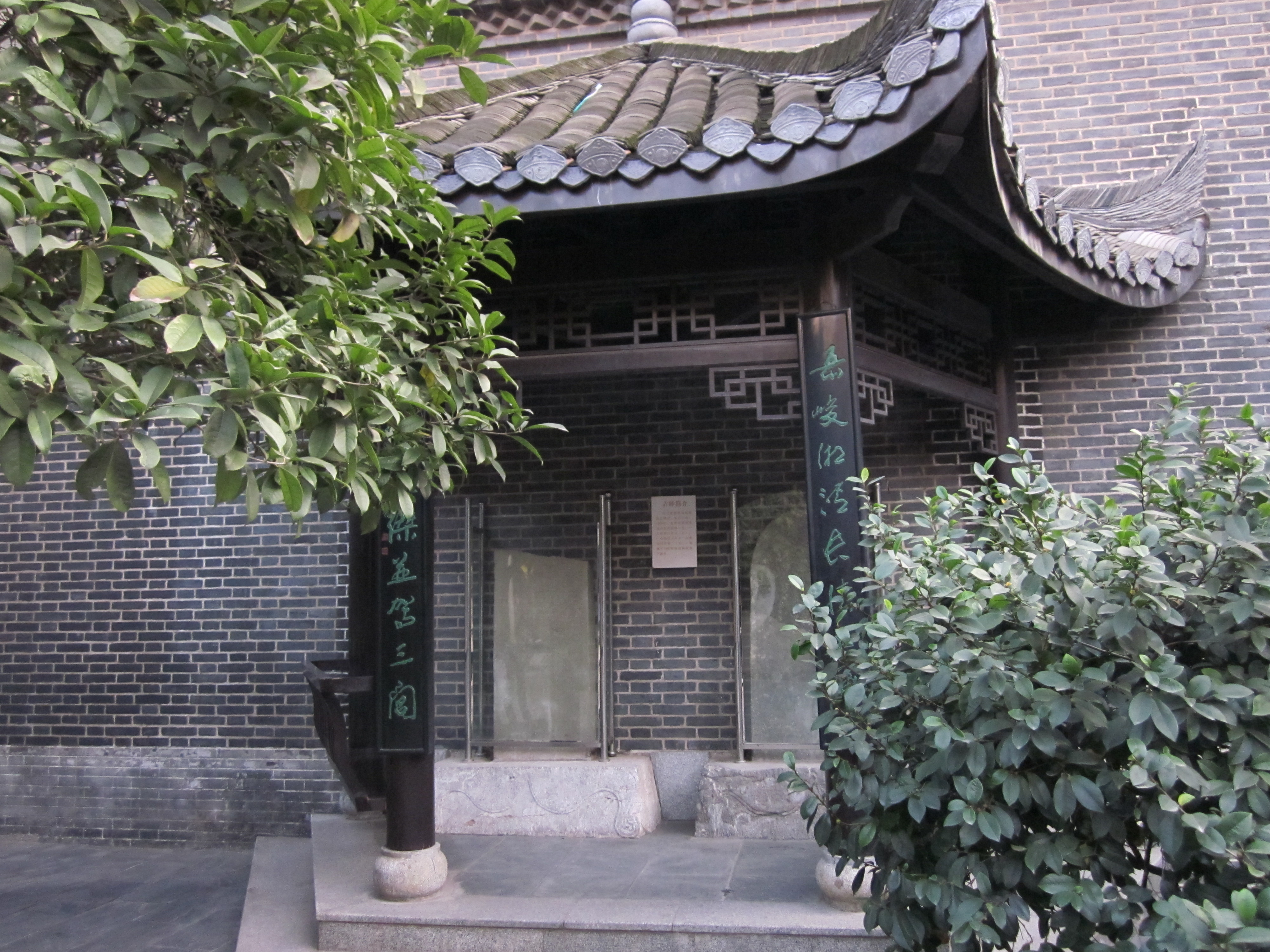
古碑亭
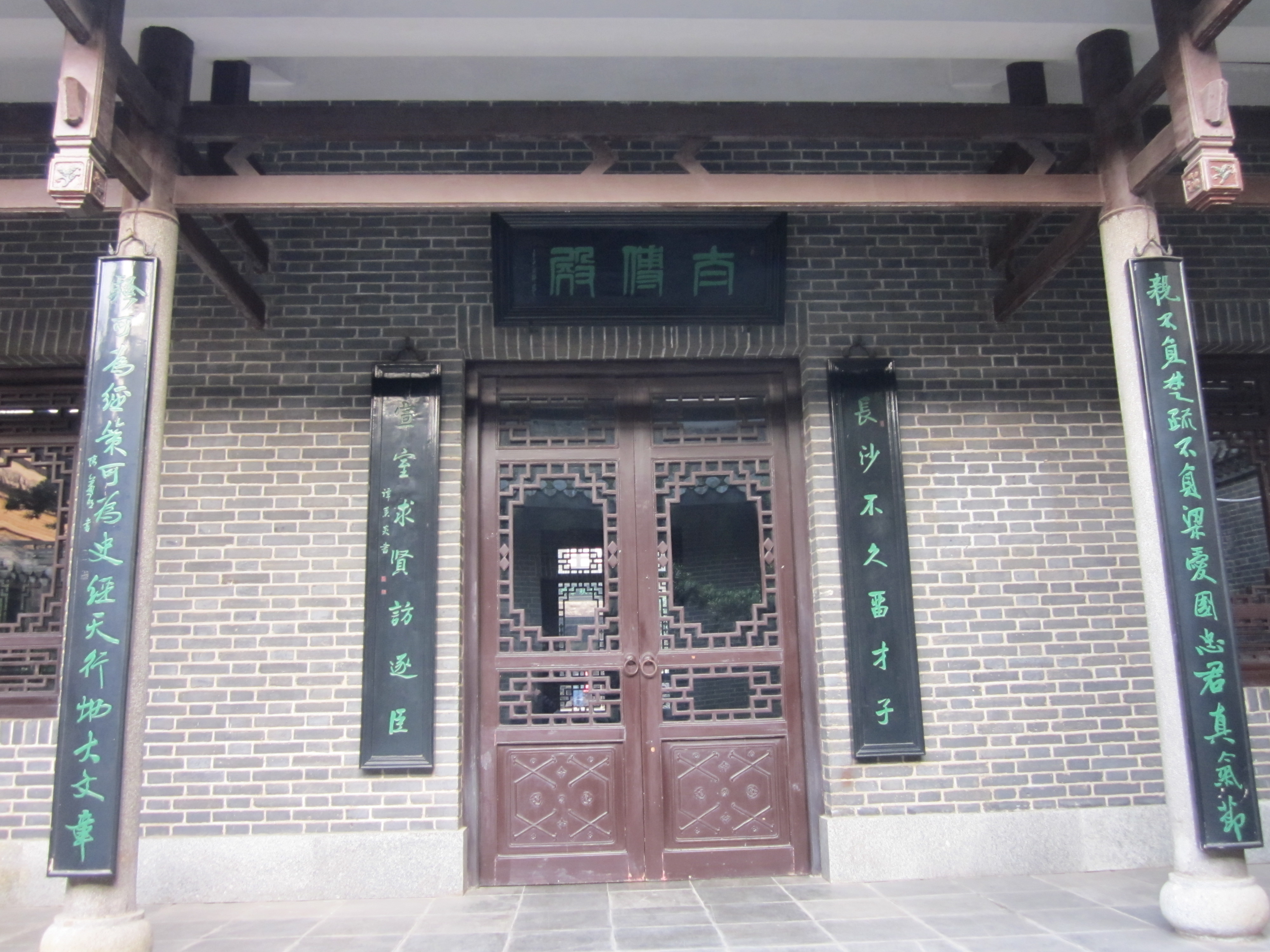
太傅殿